# Música de 1968 en México
La Música de 1968 en México está marcada por eventos históricos de gran relevancia para dicho país. Comenzando con la Masacre de Tlatelolco el 2 de octubre, y también por los Juegos Olímpicos de México 1968. En este sentido, tanto los eventos políticos como la influencia de la música extranjera, dieron como consecuencia el abanico de artistas, agrupaciones y el desarrollo de la canción de protesta de las décadas subsiguientes.

## Contexto histórico
En la década de los sesenta, el consumo de música en México abarcaba cerca del cincuenta por ciento de música mexicana y latinoamericana; y el otro cincuenta por ciento de música estadounidense y otros países. La difusión estaba fuertemente apoyada por las estaciones de radio, que en aquellos años transmitía en Amplitud Modulada (AM), que basaban su oferta con programas de variedad con números musicales en vivo, y programación musical por género, ritmos o autores. La televisión también formaba un papel importante por sus programas de invitados y números musicales, aunque no era aún un medio tan masivo, y ocupaba mayormente su programación en la transmisión de series estadounidenses como Lassie, Mr. Ed o I Love Lucy; así como la introducción de las primeras telenovelas producidas en México.
La producción, distribución y consumo de música en México durante 1968 fue muy nutrida, en ese mismo año el país estaba en el panorama internacional por la organización de los Juegos Olímpicos de 1968; con ese pretexto, y bajo el marco de la Olimpiada Cultural, el 29 de septiembre de 1968, se presenta Duke Ellington y su banda en el Auditorio Nacional.
El rock tuvo una gran relevancia durante esta época, por la influencia de la música de Bob Dylan, The Beatles, entre otros intérpretes. El rock mexicano que comenzaba a gestarse era la manifestación de valores contraculturales, y la Literatura de la Onda. En 1968, Alejandro Jodorowsky y Alfonso Arau, conducían el programa de televisión 1, 2, 3, 4, 5 A Go-Go, por el Telesistema, en el que integraban música rock con teatro, realizando happenings, en el que participaron agrupaciones como Los Dug Dug.

## Canción de protesta
Durante las manifestaciones estudiantiles de la década de 1960, y particularmente las que ocurrieron en 1968, había cantos, consignas y canciones que acompañaron a las y los estudiantes durante las marchas y protestas. La música también se convirtió en un medio de difusión de las ideas, y más tarde en un registro de los acontecimientos de esa época.
Entre los cantantes que comenzaron a reflejar un malestar con respecto a las autoridades y la política nacional en 1968, estaba Judith Reyes, que meses antes de las protestas, tuvo un concierto en la Facultad de Ciencias Políticas de la UNAM. Más tarde sus corridos incluirían letras de los combates del Politécnico, la ocupación militar en la universidad, a Díaz Ordaz, Gorilita, gorilón; entre otras.

## Cantantes y artistas mexicanos
- Enrique Guzmán
- César Costa
- Angélica María
- Alberto Vázquez
- Los Rocking Devils
- Los Hermanos Castro
- Los Hermanos Carrión
- Pepe Guizar
- Cuco Sánchez
- José Alfredo Jiménez
- Agustín Lara
- Lucho Gatica
- Daniel Riolobos
- Óscar Chávez[6]
- Amparo Ochoa[6]
- Judith Reyes[6]
- Los Hooligans

## Cantantes y artistas estadounidense y de otros países
- Doris Day
- Connie Francis
- Tony Bennet
- Perry Como
- Ray Conniff
- Nelson Riddle
- Bill Haley